# Gualtiero Bassetti
Gualtiero kardinál Bassetti (* 7. dubna 1942, Popolano di Marradi, Itálie) je italský římskokatolický kněz, emeritní arcibiskup perugijský a od roku 2014 kardinál.

## Život
Narodil se Arrigu Bassettiovi a Flore Nanniniové. V roce 1956 vstoupil do Arcibiskupského semináře ve Florencii. Na kněze byl vysvěcen 29. června 1966 Ermenegildem kardinálem Floritem v katedrále Santa Maria del Fiore. Ve stejném roce působil ve farnosti San Michele a San Salvi. Od roku 1968 se stal asistentem a později ředitelem odborné pastorace v Menším semináři ve Florencii, roku 1972 se stal rektorem tohoto semináře. Roku 1979 se stal rektorem Vyššího semináře ve Florencii. Od roku 1990 byl pro-vikářem arcidiecéze Florencie a dva roky později se stal generálním vikářem této arcidiecéze. Dne 9. července 1994 byl jmenován biskupem diecéze Massa Marittima–Piombino. Biskupské svěcení přijal 8. září 1994 z rukou kardinála Silvana Piovanelliho a spolusvětiteli byli biskupové Antonio Bagnoli a Giovanni Bianchi. Tuto funkci vykonával až do 21. listopadu 1998 kdy byl jmenován biskupem diecéze Arezzo–Cortona–Sansepolcro. Papež Benedikt XVI. ho jmenoval dne 16. července 2009 arcibiskupem Perugia–Città della Pieve. Dne 22. února 2014 jej papež František jmenoval kardinálem. V roce 2017 se stal předsedou Italské biskupské konference.